# Хелмек
Хелмек (пољ. Chełmek) град је и седиште истоимене општине у Малопољском војводству. До 1998. године налазио се у Бијелском војводству. По попису из 1996. у граду је живело 9,4 хиљада становника.
У граду је постојала фабрика обуће, која је крајем седамдесетих година запошљавала око 10 хиљада људи. Површина општине је 27,24 km²

## Општина
| Опис                                 | Укупно | Укупно | Жене  | Жене  | Мушкарци | Мушкарци |
| ------------------------------------ | ------ | ------ | ----- | ----- | -------- | -------- |
| јединица                             | особа  | %      | особа | %     | особа    | %        |
| становништво                         | 12 877 | 100    | 6 494 | 50,4  | 6 383    | 49,6     |
| густина насељености (становника/km²) | 472,7  | 472,7  | 238,4 | 238,4 | 234,3    | 234,3    |

## Демографија
| 2012. |
| ----- |
| 9.216 |

## Партнерски градови
- Leinefelde